# Міхаель Міісс
Д-р Міхаель Міісс (нім. Michael Miess, 24 липня 1953, Інсбрук, Австрія) — австрійський дипломат. Надзвичайний і Повноважний Посол Австрії в Україні.

## Біографія
Народився у 24 липня 1953 році місті Інсбрук.
Закінчив Віденський університет. Доктор юридичних наук.
З 1983 — на дипломатичній службі в МЗС Австрії.
З 1983 по 1984 — робота у Федеральному міністерстві закордонних справ Австрії.
З 1985 по 1988 — працював у посольстві  Австрії в Російській Федерації.
З 1988 по 1992 — працював у посольстві  Австрії у Швеції.
З 1992 по 1997 — співробітник відділу IV.2. Федерального міністерства закордонних справ Австрії.
З 1997 по 2001 — Надзвичайний і Повноважний Посол Австрії в Естонії.
З 2001 по 2006 — Надзвичайний і Повноважний Посол Австрії в Україні.